# 德默特尔·佐尔坦
德默特尔·佐尔坦（匈牙利語：Dömötör Zoltán，1935年8月21日—2019年11月20日），匈牙利男子水球运动员。他曾代表匈牙利参加1960年、1964年和1968年夏季奥林匹克运动会水球比赛，共获得一枚金牌和二枚铜牌。